# Aramides ypecaha
El ipacaá, ypaka'a, ipecaá, pacaá o rascón cuello rojo (Aramides ypecaha) es una especie de ave gruiforme de la familia Rallidae que habita en Sudamérica, en las marismas de Bolivia, sudeste de Brasil, Paraguay, Uruguay y noreste de Argentina. Es bastante confiada, sale al descampado. Le gusta mucho bañarse. Presenta un grito de llamada que hace alusión a su nombre onomatopéyico: "ipeacaá-ipecaá". No se conocen subespecies.

## Características
Presenta la parte doral del cuello color castaño o rojizo, lo que lo diferencia de Aramides cajanea que lo tiene gris; dorso marrón castaño, el cuello y pecho grisáceo ventralmente. Vientre color canela rosáceo, a diferencia de Aramides cajanea que tiene pecho  castaño rojizo. Base del pico naranja, zona de la narina amarilla, punta verdosa. Iris rojo. Cola gris en su parte superior. Patas rosadas.